# Innenstadt (Frankfurt nad Menem)
Innenstadt, Frankfurt-Innenstadt – 2. dzielnica (Stadtteil) miasta Frankfurt nad Menem, w Niemczech, w kraju związkowym Hesja. Należy do okręgu administracyjnego Innenstadt I.